# Tujnica
Tujnica je naselje u općini Maglaj u Federaciji BiH u BiH.

## Stanovništvo
Nacionalni sastav stanovništva 1991. godine bio je sljedeći:
ukupno: 480
- Hrvati – 231
- Muslimani – 230
- Srbi – 14
- Jugoslaveni – 4
- ostali, neopredijeljeni i nepoznato – 1